# USS Bon Homme Richard (CV-31)

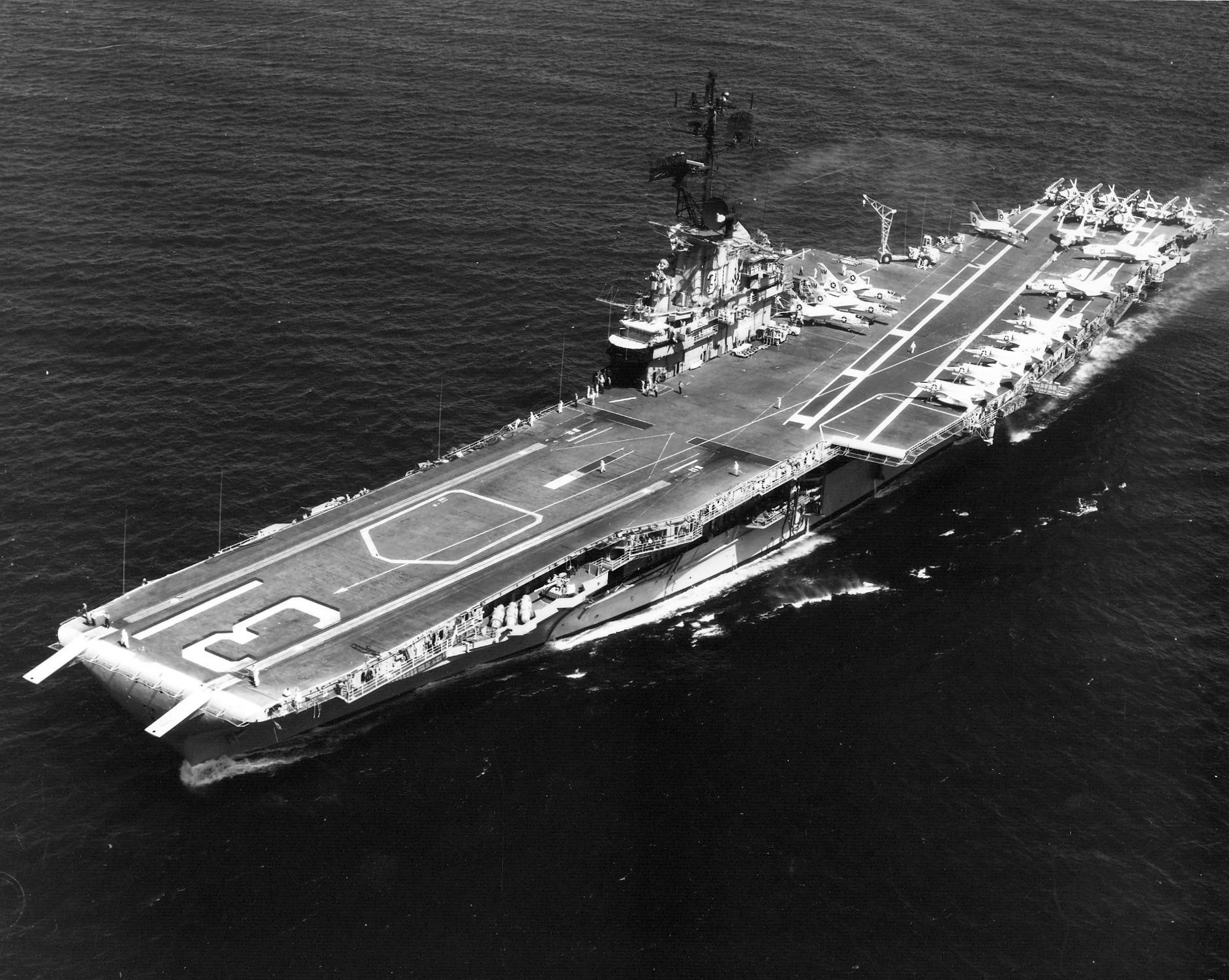
USS Bon Homme Richard

De USS Bon Homme Richard (CV/CVA-31) was een Amerikaans vliegdekschip van de Essexklasse dat vlak na de Tweede Wereldoorlog werd gebouwd voor de United States Navy.
Het werd vernoemd naar een fregat dat John Paul Jones gebruikte tijdens de Amerikaanse onafhankelijkheidsoorlog.